# カザマンス川
カザマンス川（フランス語: Fleuve Casamance）は、セネガルの河川。おおむね西流し、大西洋にそそぐ。全長はおよそ320キロメートルだが、航行可能な区間は130キロメートルのみである。セネガル南部のカザマンス地方（コルダ州、セディウ州、ジガンショール州）の主要河川で、北にガンビア川、南にカシェウ川とジェバ川が流れる。
沿岸の主要都市であるジガンショールには、対岸のビニョナのあいだに橋がかかっている。そのほか、川沿いにある主要な町としてグドン、セディウ、ディアッタクンダ、タナフ、コルダなどがある。
川の名前は、植民地化以前に存在したカサ王国の王の名前に由来する。